# Минерва, Мария
Мария Ю́ур (эст. Maria Juur, 15 марта 1988) — певица и музыкант эстонского происхождения, выступающая под псевдонимом Maria Minerva (Мария Минерва). В настоящее время проживает в Великобритании.

## Биография
Мария, дочь эстонского сатирика и музыкального критика Марта Юура, родилась и выросла в Таллине, окончила Эстонскую академию художеств. Музыкального образования она не получила, хотя и пела в детском хоре.
В 2009 году Юур уехала в Лондон, где стажировалась в журнале «The Wire», а позже поступила на магистратуру в Голдсмитс-колледж. Чтобы занять свободное время, она приобрела через Интернет инструменты и, увлечённая музыкой первой волны лоу-фая, в домашних условиях начала записывать треки. Одним из первых был «Lovecool», вышедший на двух эстонских сборниках в 2010 году (в то время у неё был псевдоним UNCANDY). 26 марта 2010 года состоялось первое публичное выступление в родном городе на фестивале «Tallinn Music Week». В конце 2010-го, накануне Нового года, она связалась с американским лейблом «Not Not Fun Records», на котором и вышла дебютная кассета Минервы «Tallinn at Dawn» в феврале 2011 года. Полгода спустя в августе был выпущен второй альбом «Cabaret Cixous», названный в честь французской писательницы-феминистки Элен Сиксу и группы «Cabaret Voltaire», чьей поклонницей является Минерва. Тогда же исполнительница стала «новичком дня» на сайте The Guardian, где её звучание было описано как «туманное диско, полное реверберации, дилэя и загадочно-неземного вокала». В ноябре 2011 года состоялся релиз более танцевального Sacred & Profane Love EP под лейблом 100 % Silk (подразделение «Not Not Fun»). Готовится к выпуску совместный альбом с певицей LA Vampires (Аманда Браун).
4 сентября 2012 года вышел третий долгоиграющий альбом Минервы под названием «Will Happiness Find Me?».

## Дискография
Альбомы
- 2011 — Tallinn at Dawn / Таллин на рассвете
- 2011 — Cabaret Cixous / Кабаре Сиксу
- 2012 — Will Happiness Find Me? / Найдёт ли меня счастье?
- 2014 — Histrionic / Наигранный

Мини-альбомы
- Ruff Trade (2011)
- Noble Savage (2011)
- Sacred & Profane Love (2011)